# Ranunculus lobatus
Ranunculus lobatus là một loài thực vật có hoa trong họ Mao lương. Loài này được Jacquem. ex Cambess. miêu tả khoa học đầu tiên năm 1841.